# Rutschsystem
Das Rutschsystem ist eine praktische Form der Anwendung eines Rundenturniers. Durchführbar ist es vor allem, wenn jeweils Einzelspieler (keine Mannschaften) aufeinandertreffen und die Dauer der einzelnen Runden sehr kurz ist.
Bei einer geraden Anzahl von Spielern muss bei n Spielern jeder Spieler n-1 Spiele absolvieren. In jeder Runde gibt es n/2 Spiele, es gibt n-1 Runden. Insgesamt werden (n-1)·n/2 Spiele ausgetragen. Beispiel: 8 Spieler, 7 Runden mit jeweils 4 Spielen, insgesamt gibt es 28 Spiele.
Bekannt ist das Rutschsystem vor allem beim Schachspiel und hier insbesondere zur Austragung von  Blitzturnieren, die vor allem bei kleinen Veranstaltungen (Vereinsebene) häufig nach diesem Prinzip organisiert werden. Die folgende Darstellung orientiert sich am Schachspiel, ist aber auf jedes andere Spiel übertragbar.

## Wesen und Vorteile
Das Wesen des Rutschsystems besteht darin, dass jeder Spieler von Runde zu Runde um einen Platz in der Sitzordnung weiterrückt (s. unten). Dabei ist gewährleistet, dass er im Verlaufe des Turniers genau einmal auf jeden anderen Spieler trifft.
Die Verwendung von Paarungstabellen oder Computerprogrammen ist dabei ebenso wenig erforderlich, wie die Bekanntgabe der Paarungen durch Ansage oder Aushang.
In der Regel werden die Bretter bei Schachturnieren nach dem Rutschsystem so aufgestellt, dass jeder Spieler abwechselnd mit Schwarz und Weiß spielt.

## Rutschsystem bei gerader Teilnehmerzahl

Rutschsystem mit gerader Teilnehmerzahl

Die Spieler wechseln von Runde zu Runde jeweils um einen Platz im Uhrzeigersinn (jeweils zur linken Seite des Spielers). An einem Ende der Tischreihe bleibt ein Spieler während des gesamten Turniers an seinem Platz sitzen (im Beispielbild: Platz 1), wird bei den Platzwechseln „übersprungen“. Diese Rolle kann als Ehrenplatz (z. B. für den ältesten oder einen behinderten Spieler) verstanden werden oder einem Teilnehmer überlassen werden der z. B. Favorit ist. Dieser Spieler spielt abwechselnd mit Schwarz und Weiß, dreht also vor jeder Partie sein Schachbrett um.
Am anderen Ende der Tischreihe wird normal der nächstfolgende Platz im Uhrzeigersinn eingenommen, also an die gegenüberliegende Seite des Brettes gewechselt, an dem man gerade gespielt hat.
Beispiel: Die Teilnehmer spielen in der ersten Runde paarweise gegeneinander (in der nachfolgenden Darstellung sind die Teilnehmer durch Nummern markiert)…
```
Runde 1. (1 gegen 14, 2 gegen 13, ... )
 
1
  2  3  4  5  6  7  
 14 13 12 11 10 9  8
```

… dann bleibt ein Teilnehmer dauerhaft sitzen (in diesem Beispiel die Nummer 1; es muss ein Teilnehmer am Ende der Tischreihe sein, nicht in der Mitte!) während die anderen im Uhrzeigersinn „weiterrutschen“ …
```
Runde 2. (1 gegen 13, 14 gegen 12, ... )
 
1
  14 2  3  4  5  6
 13 12 11 10 9  8  7
```

```
Runde 3. (1 gegen 12, 13 gegen 11, ... )
 
1
  13 14 2  3  4  5
 12 11 10 9  8  7  6
```

… bis man wieder fast an der Anfangsposition endet
```
Runde 13. (1 gegen 2, 3 gegen 14, ... )
 
1
  3  4  5  6  7  8
 2 14  13 12 11 10 9
```

Wenn es eine ungerade Anzahl Teilnehmer gibt, kann der feste Platz (im Beispielbild: Platz 1) als Dummy-Teilnehmer verstanden werden, dessen Kontrahent in der jeweiligen Runde spielfrei hat; damit ergibt sich das im nächsten Absatz beschriebene System.

## Rutschsystem bei ungerader Teilnehmerzahl

Rutschsystem mit ungerader Teilnehmerzahl

Bei ungerader Teilnehmerzahl wechseln alle Spieler von Runde zu Runde um einen Platz im Uhrzeigersinn. Es gibt keinen Spieler, der seinen Platz beibehält. An einem Ende der Tischreihe wird wie oben beschrieben am gleichen Brett der Platz gewechselt (im Beispielbild: am rechten Tischende; Platz 4 und 5. Am anderen Ende befindet sich (zumindest virtuell) der Platz für den jeweils spielfreien Teilnehmer (im Beispielbild: Platz 9).

## Rutschsystem für Mannschaften
Auch Mannschaftsturniere können nach diesem Verfahren ausgetragen werden. Dabei muss man gedanklich jeweils „ein Brett“ durch eine gesamte Brettreihe in Größe der Mannschaftsstärke ersetzen und die „Tischreihe“ des Einzelturniers durch die Abfolge der Mannschaftsreihen.